# Fredsgatan, Stockholm

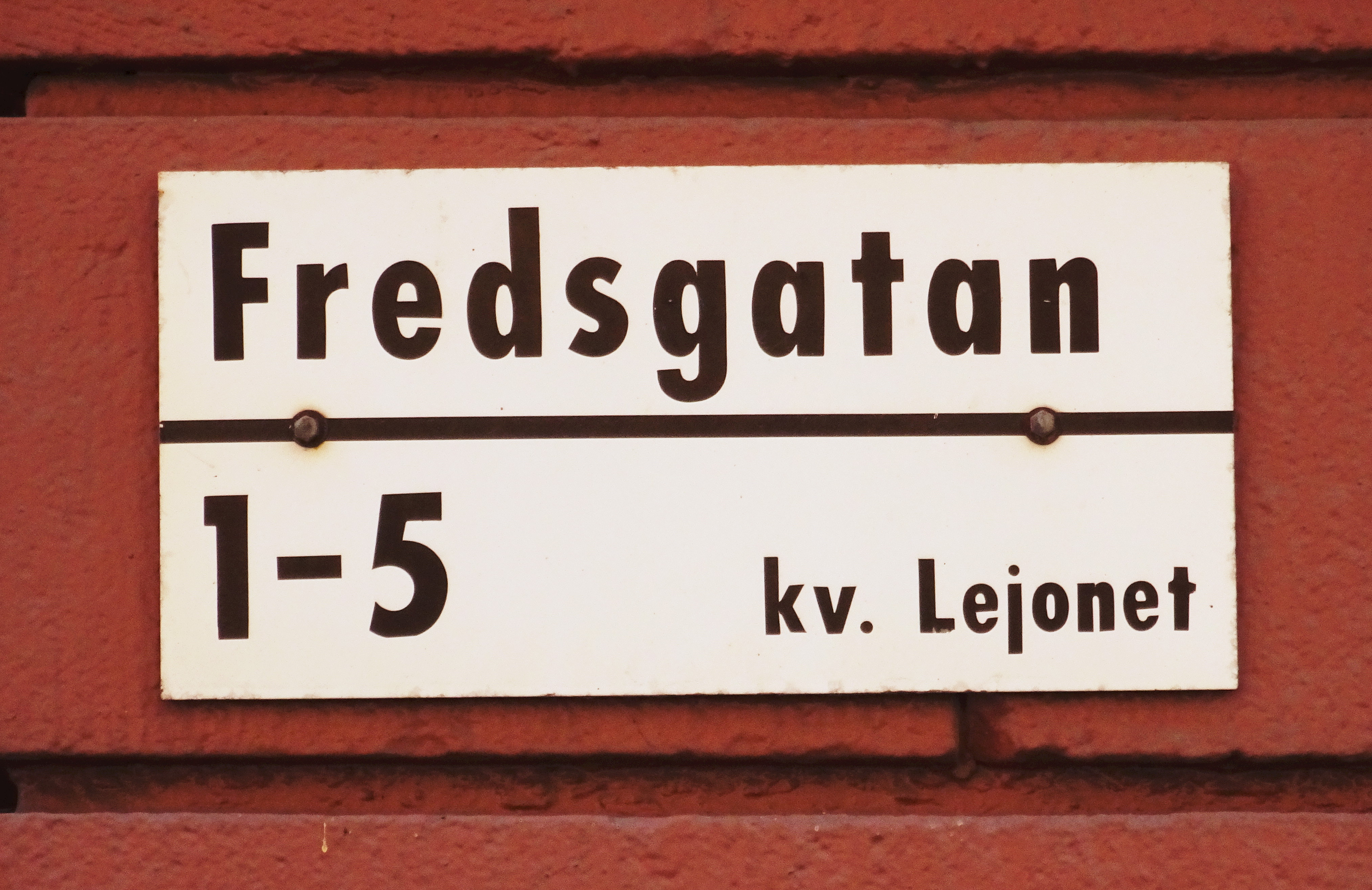
Gatunamnet på Arvfurstens palats.

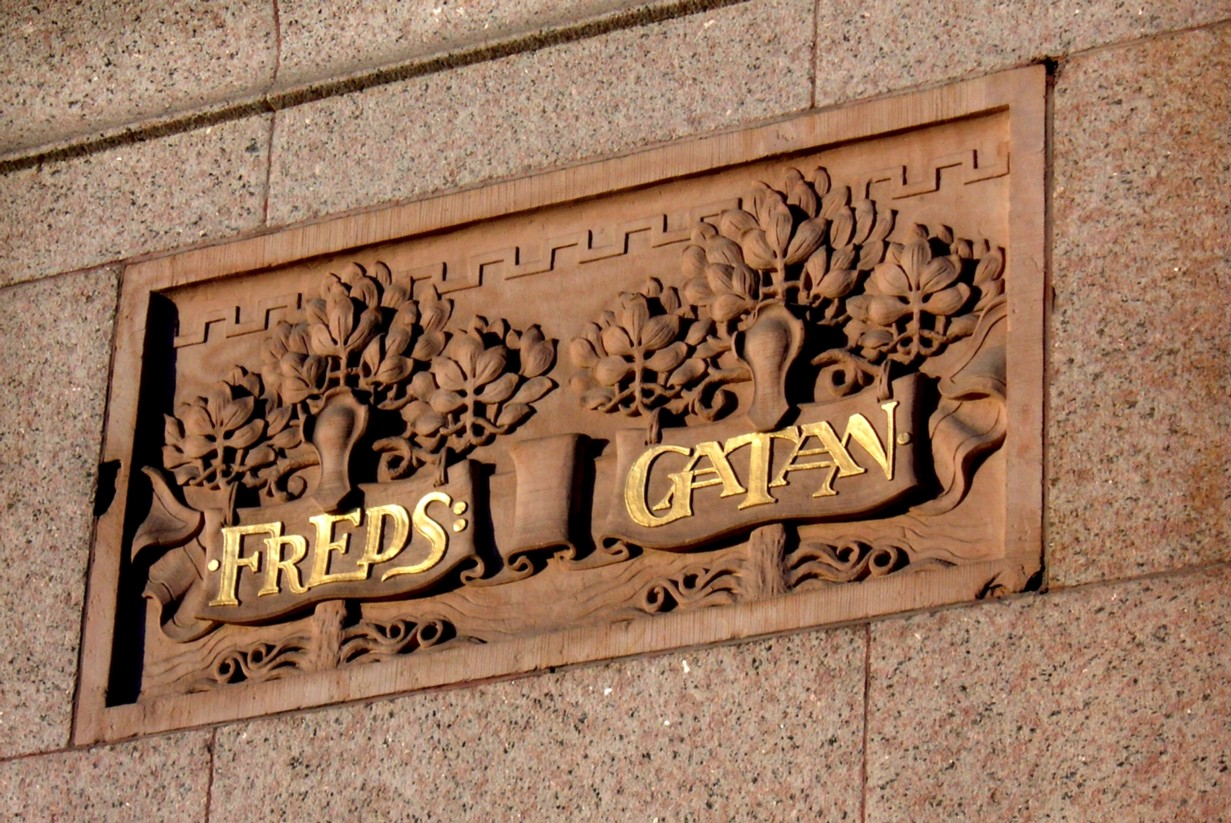
Gatunamnet på Centralpalatset.

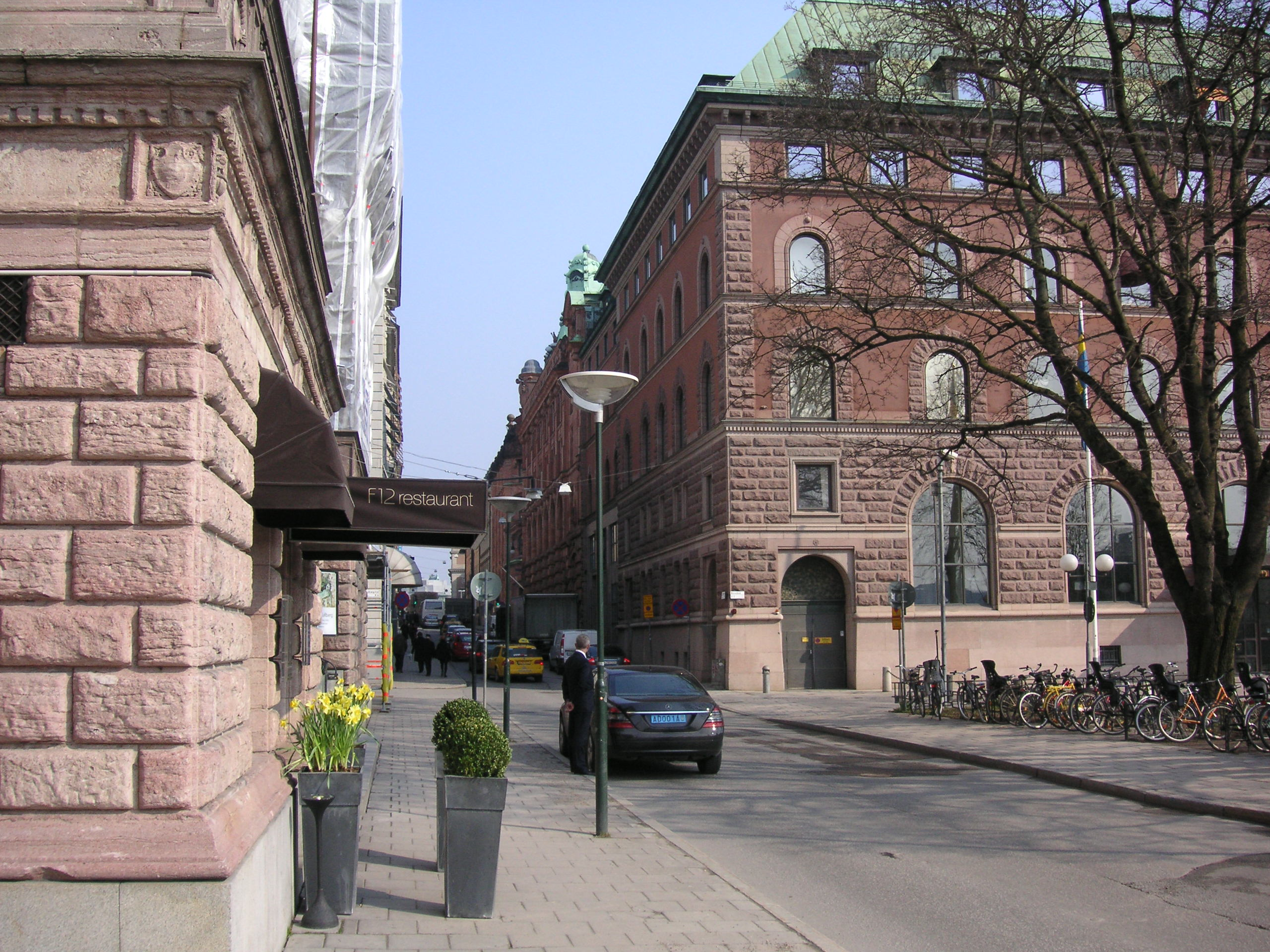
Fredsgatan vid Rosenbad (t.h.) 2008

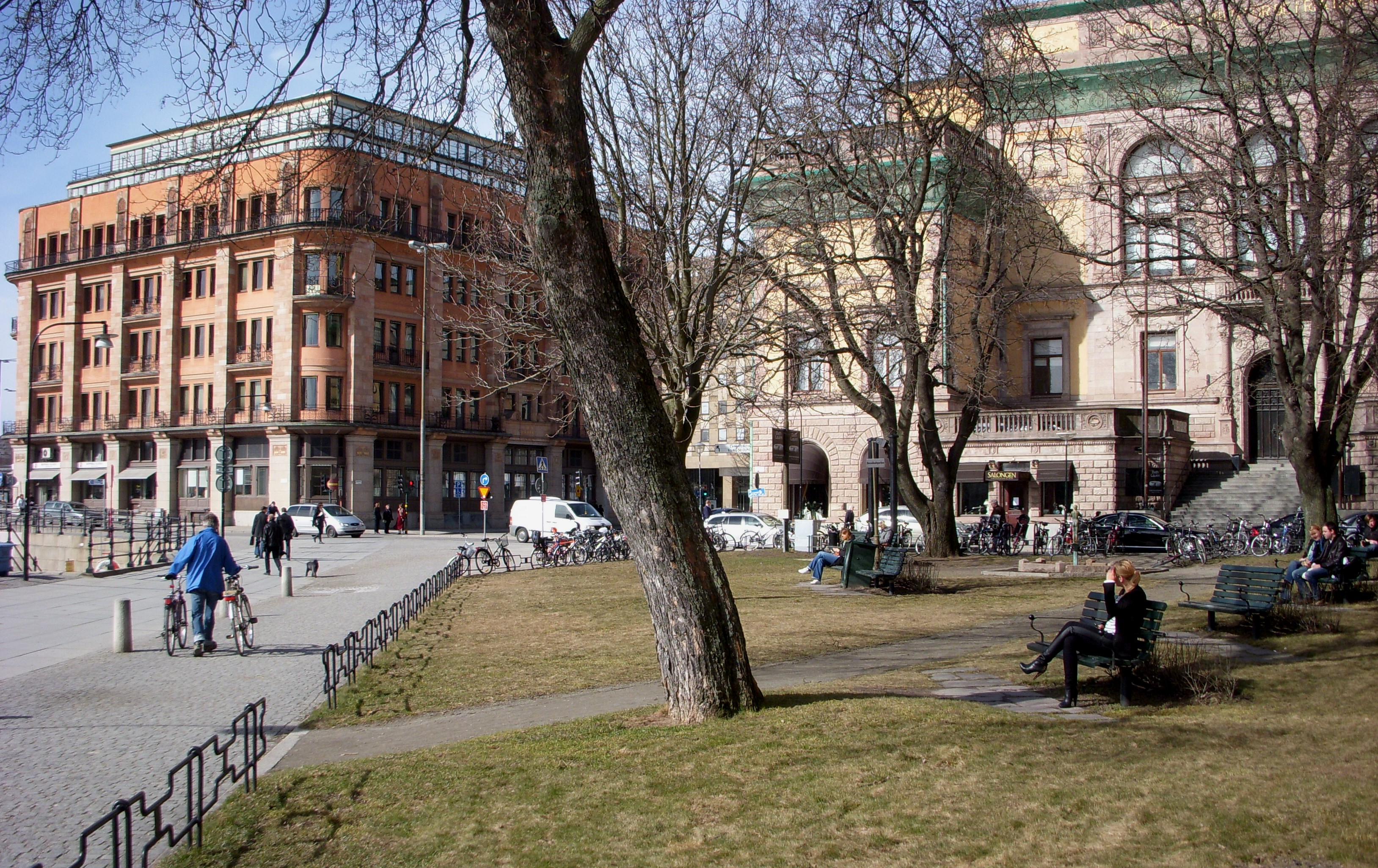
Rosenbadsparken söder om Fredsgatan

Fredsgatan är en gata på Norrmalm i centrala Stockholm. Gatan sträcker sig från Gustav Adolfs torg till Tegelbacken och är cirka 350 meter lång. Närmast Tegelbacken kantas gatans södra sida av Norrström och därefter Rosenbadsparken. 

## Historia
Föregångare till Fredsgatan hette Sträckegatan som gick i sned vinkel över Arvfurstens palatsets nordöstra hörn mot Malmtorget (sedermera Gustav Adolfs torg). Namnet Fredsgatan härrör från Clas Larsson Flemings stora stadsplanering 1637–1640, en omvälvning som pågick medan de svenska arméerna förde krig i Tyskland. Gatan omnämndes första gången 1646 i samband med en stensättning i västra delen. Gatans namn är antagligen en anspelning på den kongress som ledde fram till Westfaliska freden 1648.
Då stadens affärscentrum i början av 1900-talet försköts norrut från Gamla stan till södra Klarakvarteren och Kungsträdgården fick en stor del av gatans äldre bebyggelse göra plats för nya bankpalats och kontorsfastigheter. I gengäld klarade sig gatan i det närmaste oskadd genom Norrmalmsregleringen. I slutet av 1960-talet och början av 1970-talet flyttade banker och privata kontor ut och kvarteren fylldes istället av statliga departement i det som kom att kallas Departementsstaden.

## Byggnader och institutioner
|                                                                                | 1: Arvfurstens palatsets norra flygel, före detta Torstensonska palatset. |
| 2: Gustav Horns palats (ombyggt för Inteckningsbanken, numera Medelhavsmuseet) |                                                                           |
| 3: Kumlienska huset                                                            |                                                                           |
| 4: Före detta Sundsvalls Enskilda Bank                                         |                                                                           |
| 5: Före detta Sydsvenska kreditaktiebolaget                                    |                                                                           |
| 6: Sadelmakarens hus 1822 sammanslaget med grannhuset längs Drottninggatan.    |                                                                           |
| 7: Före detta Skånebanken                                                      |                                                                           |
| 8: Före detta Lifförsäkringsaktiebolaget Nordstjernan                          |                                                                           |
| 9: Före detta Stockholms stads sparbank                                        |                                                                           |
| 10: Före detta Norrlandsbanken                                                 |                                                                           |
| 12: Konstakademiens hus                                                        |                                                                           |
| 14: Centralpalatset                                                            |                                                                           |

## Övrigt
- Gourmetrestaurangen Fredsgatan 12 är inhyst på samma adress i Konstakademins gamla fik Mejan.
- Rosenbadsparken ligger i triangeln mellan Fredsgatan och Strömgatan vid västra sidan av kvarteret Rosenbad. Parken fick sitt namn efter byggnaden “Rosenbad” år 2000.